# Holdo Stråle af Ekna
Gustaf Holdo Stråle af Ekna (i riksdagen kallad Stråle af Ekna i Stockholm), född 25 juni 1826 i Stockholm, död där 11 mars 1896, var en svensk industriman, riksdagsman och författare. 

## Biografi
Föräldrarna var justitierådet Nils Wilhelm Stråle af Ekna och Regina Lovisa Lagerhjelm och han var bror till Wilhelm Stråle af Ekna. 
Stråle af Ekna blev student vid Uppsala universitet 1844 och han avlade examen för inträde i rikets rättegångsverk 1847 och tjänstgjorde under åren 1848–1850 i åtskilliga ämbetsverk. Efter att 1850 ha börjat delta vid tillsynen av Rörstrands porslinsfabrik, i vilken fadern var stor delägare, övertog han som dess disponent ledningen av fabriken vid faderns död 1853 och ägnade sig därefter åt dess utveckling.
Han var riksdagsledamot för ridderskapet och adeln vid ståndsriksdagarna 1853/54-1859/60, men 1862 valdes Stråle på ett ultraliberalt program till huvudstadens representant i borgarståndet och därutöver genast till såväl elektor som ledamot av det mäktiga statsutskottet. Han fortsatte att representera Stockholm i först borgarståndet vid 1865–1866 års riksdag, då han var ledamot av bevillningsutskottet, och sedermera i andra kammaren 1867–1869 och 1876–1878. 
Han började under denna sista period närma sig Lantmannapartiet mer än vad valmännen fann lämpligt och hans mandat förnyades inte. I stället kom han att företräda Västmanlands län i första kammaren 1879–1887. Hans åsikter hade under tidens lopp alltmera förändrats i konservativ riktning och 1886 tillkännagav också Stråle sin övergång till protektionismen. Åren 1880–1881 var han ledamot av bevillningsutskottet och 1884–1887 av lagutskottet. Han var statsrevisor 1860–1863 och 1867 och också under flera år verksam ledamot av Stockholms stadsfullmäktige.
Sin mesta tid ägnade Stråle åt en omfattande affärsverksamhet och kommunala uppdrag, men han hade ändå tid över för studier i arkeologi, numismatik, bibliografi och konsthistoria samt till författande.
Han var gift första gången 1853 med Anna Charlotta Broling och andra gången 1856 med Karolina Maria Theresia Wester.